# Gare de Fallais
La gare de Fallais est une ancienne gare ferroviaire belge de la ligne 127, de Landen à Statte, située à Fallais, section de la commune de Braives, dans la Province de Liège en Région wallonne.

## Situation ferroviaire
La gare de Fallais était située au point kilométrique (pk) 19,70 de la ligne 127, de Landen à Statte entre les gares de Bravies et de Fumal.

## Histoire
La ligne de Landen à Statte, construite par la Société anonyme du chemin de fer Hesbaye-Condroz, est inaugurée par les Chemins de fer de l'État belge le 22 novembre 1875. La station de Fallais se trouve dans une courbe au bord de la rivière Mehaigne entre le village et le château de Fallais.
La ligne de Landen à Statte ferme aux voyageurs en 1963 et le trafic des marchandises prend fin en 1982, la ligne restant conservée pour des raisons stratégiques avant d'être abandonnée en 1992. Un RAVeL a été aménagé entre Landen et Huccorgne. La date de démolition du bâtiment de la gare n'est pas connue. Une aire de repos a été aménagée sur une partie de la place de la gare ; le reste se trouvant sur un terrain privé.

## Patrimoine ferroviaire
Le bâtiment des recettes correspondait au type standard de la compagnie Hesbaye-Condroz avec un haut corps de logis de largeur importante mais de faible longueur (une seule travée) sous toit en bâtière transversale, ainsi qu'une aile longitudinale de sept travées et une aile de service à l'autre extrémité.